# Estación de Castrillo de la Reina
Castrillo de la Reina fue una estación de ferrocarril que existió en la localidad española de Castrillo de la Reina, en la provincia de Burgos, perteneciente al ferrocarril Santander-Mediterráneo. En la actualidad el antiguo edificio de viajeros se encuentra fuera de servicio.

## Situación ferroviaria
Las instalaciones se encontraban situadas en el punto kilométrico 186,519 de la línea férrea de ancho ibérico Santander-Mediterráneo, a 963 metros de altitud sobre el nivel del mar.

## Historia
Construida por la Compañía del Ferrocarril Santander-Mediterráneo, las instalaciones entrarían en servicio en agosto de 1927 con la inauguración del tramo Burgos-Cabezón de la Sierra. Castrillo de la Reina estuvo clasificada en sus inicios como un apartadero ferroviario. En 1941, con la nacionalización de todas las líneas férreas de ancho ibérico, pasó a manos de RENFE. Las instalaciones dejaron de prestar servicio con la clausura al tráfico de la línea Santander-Mediterráneo el 1 de enero de 1985. En la actualidad el edificio de viajeros se encuentra sin uso y abandonado.